# Artistas drag indígenas

Bandera dos espíritus

Los artistas drag indígenas son aquellos que pueden incorporar aspectos de su identidad indígena y/o tribal en sus actuaciones drag. En Estados Unidos y Canadá, estos artistas también pueden ser considerados indigiqueer y/o de dos espíritus.

## Descripción general
Algunos artistas drag indígenas consideran que imbuir su trabajo creativo con estética, valores y temas indígenas es un acto de resistencia y resurgimiento. A través del vestuario, el maquillaje, el diseño e incluso el nombre, las artistas drag indígenas rompen con las normas coloniales y se resisten a ser borradas. De este modo, el arte y la moda pueden considerarse vías para la recuperación y el empoderamiento de los indígenas. Según la investigadora Treena Clark, la expresión estética presente en las representaciones drag puede ser vista como una estrategia de supervivencia y resistencia cultural, que involucra a cada artista individual en la tarea de decir la verdad, amplifica la resiliencia y promueve la reconciliación. Esta idea del drag indígena como un acto artístico se puede ver a través de interacciones como la que tuvieron Jayelene Tyme y Xana en Canada's Drag Race. Durante la interacción, Xana, quien estaba lidiando con las luchas depp sentirse desconectada de su comunidad y su indigenidad, expresó estas emociones. Ante su expresión, Tyme le regaló una banda métis. Tyme afirma: «Recuerdo lo importante que es para nosotros crear espacios donde las personas puedan sentirse seguras y compartir cómo se sienten».

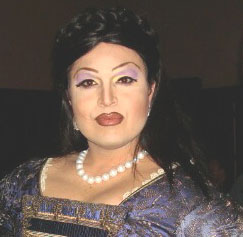
La Gran Duquesa Landa Lakes, drag queen Chickasaw de dos espíritus, en la Coronación Ducal de 2008.

En 2017, se estableció en Darwin, Australia, el concurso de drag Miss First Nation, abierto a artistas de identidad aborigen e isleña del Estrecho de Torres. En 2023, el primer Miss First Nation Supreme Queen se celebró en Sídney.

## Artistasdragindígenas notables

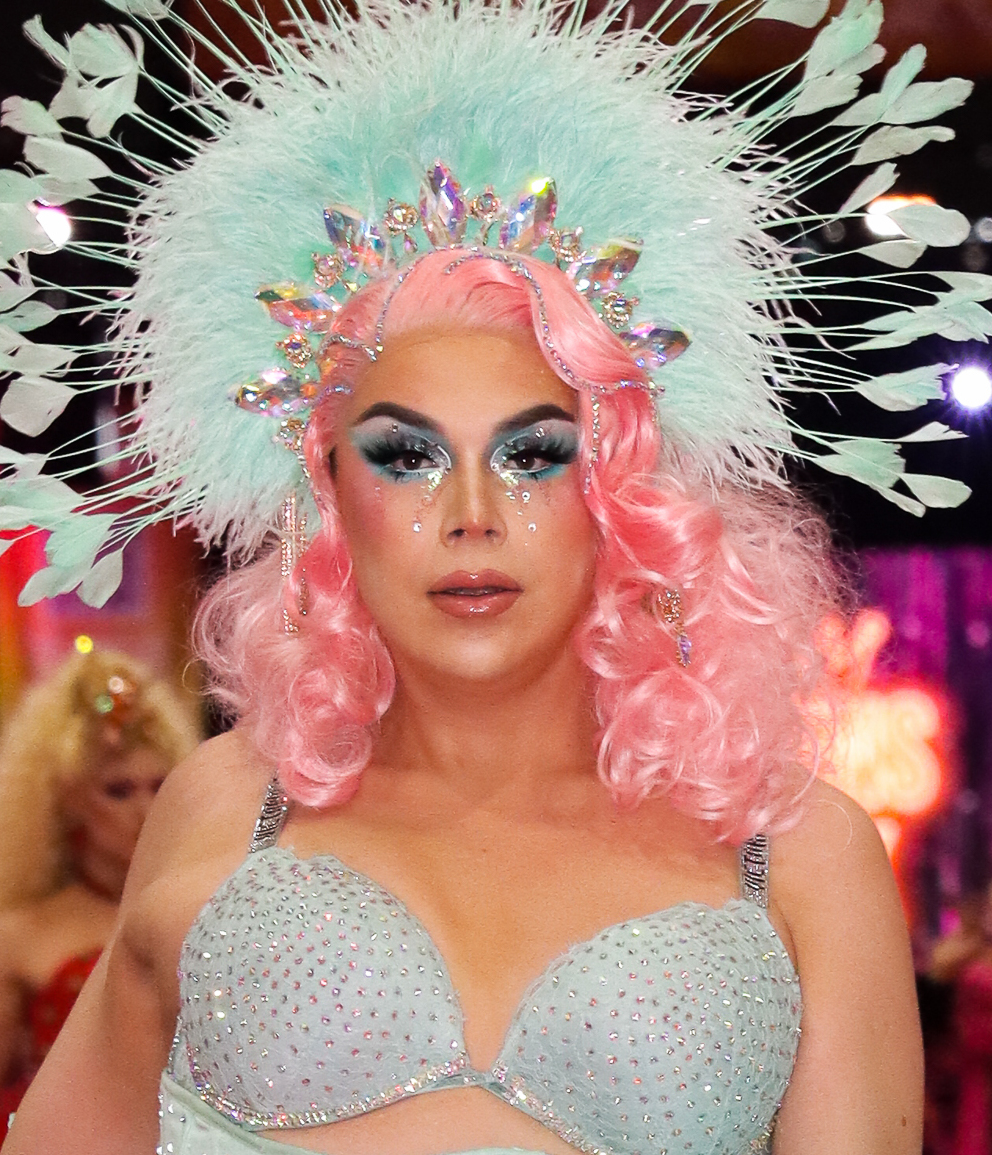
Chelazon Leroux en RuPaul's DragCon LA 2024

Lista de artistas drag indígenas notables, incluida su nacionalidad, identidad indígena específica, tribu, nación o reserva y notoriedad.
- Anita Landback, una drag queen canadiense que apareció en Canada's a Drag.[7][8]
- Beth, una drag queen métis canadiense que compitió en la segunda temporada de Canada's Drag Race.[9]
- Carla Rossi, una artista drag estadounidense dos espíritus que es ciudadana de las Tribus Confederadas de Grand Ronde.[10]
- Chelazon Leroux, una drag queen canadiense dos espíritus de la Nación Dene del río Buffalo que compitió en la temporada 3 de Canada's Drag Race.[1]
- Eddi Licious, un drag king métis canadiense dos espíritus que apareció en Canada's A Drag.
- Ilona Verley, una drag queen estadounidense-canadiense Nlaka'pamux dos espíritus que compitió en la primera temporada de Canada's Drag Race.[11]
- Inti: drag indígena y boliviana que compitió en la primera temporada de Drag Race España.[12]
- Jaylene Tyme, una drag queen dos espíritus de las Primeras Naciones y Métis de Canadá, registrada en la Nación Zagime Anishinabek. Apareció en el programa Canada's Drag y compitió en la quinta temporada de Canada's Drag Race.[13]
- Kaos, un drag canadiense métis y dos espíritus que compitió en la tercera temporada de Canada's Drag Race.[14]
- Massey Whiteknife, también conocido como ICESIS Rain, es un artista drag dos espíritus y cree canadiense miembro de la Primera Nación Cree Mikisew.
- Matraka, una drag queen indígena mexicana que compitió en la primera temporada 1 de Drag Race México.
- Mirage, una drag queen nativa estadounidense e indígena mexicana que compitió en decimosexta temporada de RuPaul's Drag Race.
- Miss Chief Eagle Testickle, una artista drag cree canadiense.[15]

- Sasha Colby, una drag queen hawaiana estadounidense que ganó Miss Continental y la temporada 15 de RuPaul's Drag Race.
- Shuga Cain, una drag queen apache estadounidense que compitió en la undécima temporada de RuPaul's Drag Race.
- Stacy Layne Matthews, una drag queen Lumbee estadounidense que compitió en la tercera temporada de RuPaul's Drag Race.
- The Virgo Queen, una drag queen afroindígena canadiense que ganó la quinta temporada de Canada's Drag Race.[16]
- Trixie Mattel, una drag queen ojibwa estadounidense que compitió en la séptima temporada de RuPaul's Drag Race, ganó la tercera temporada de RuPaul's Drag Race All Stars y es conocida por su carreras en la música, televisión (Queen of the Universe, The Trixie & Katya Show, Trixie Motel), series web (I Like to Watch, UNHhhh) y emprendimientos comerciales (This is It!, Trixie Cosmetics, Trixie Motel).
- Venus, una drag métis canadiense que ganó la cuarta temporada de Canada's Drag Race.
- VIZIN, un artista drag estadounidense y miembro de la tribu Arikara.
- Xana, una drag queen métis canadiense dos espíritus que compitió en la quinta temporada de Canada's Drag Race.